# PrivatePassword
PrivatePassword（プライベートパスワード）とは、宇津雄一と藤井剛俊による音楽ユニット。

## 概要
1997年、音楽専門学校の授業をきっかけに宇津雄一と藤井剛俊がユニットを結成。1999年、インディーズコンピレーション・アルバム『WHAT'S NEXT? FOUR』（センチュリーレコード）に「喜怒哀楽」が収録された。1999年には、ギター・ベース・ドラムを加えた5名でバンド活動を開始した。自主制作アルバムをリリースするが、2002年に宇津・藤井を除く3名が脱退。アコースティックユニットとして活動を開始。2006年から宇津はソロ活動を開始した。

## メンバー

### 宇津雄一
1976年1月4日、東京都で生まれる。ボーカル・作詞担当。2006年からソロ活動。2021年現在、ボイストレーナーとして活動している。

### 藤井剛俊
キーボード・作曲担当。

## 楽曲

### シングル
- よみがえり（2004年、自主制作）

### アルバム
- リハーサル（2000年、自主制作）
- 11/98（2001年、自主制作）
- stage（2002年、自主制作）

### 楽曲提供

#### 宇津雄一
- 『確率』（作曲、CBCテレビ「占い師 天尽」エンディング曲、2007年）[3]

#### 藤井剛俊
- TBS「スーパーサッカー」BGM制作
- TBS「世界遺産」BGM制作
- TBS「噂の!東京マガジン」BGM・ジングル制作

## 出演番組

### ラジオ
- FM世田谷「オープンサロン834」
- ぶっとびねっと「Private Password 宇津のcome?噛む?噛monday!! 4」